# 拉瓦查卡
拉瓦查卡是玻利維亞的城鎮，位於該國西部，由拉巴斯省負責管轄，距離首府拉巴斯133公里，海拔高度3,792米，每年平均降雨量約450毫米，2012年人口3,708。

## 外部連結
- INE-Civic data 2001
- Data from Aroma Province

17°22′S 67°40′W / 17.367°S 67.667°W